# Fissidens crispus
Fissidens crispus là một loài Rêu trong họ Fissidentaceae. Loài này được Mont. mô tả khoa học đầu tiên năm 1838.